# Delmenhorster Kreisblatt
Das Delmenhorster Kreisblatt ist eine in der kreisfreien Stadt Delmenhorst und den umliegenden Ortschaften in den Landkreisen Diepholz und Oldenburg erscheinende Tageszeitung. Die verkaufte Auflage beträgt 10.853 Exemplare, ein Minus von 52,8 Prozent seit 1998. Daneben wird das Sonntags-Anzeigenblatt „Kreisblatt am Sonntag“ verlegt.

## Geschichte
Im Jahr 1832 wurde das Delmenhorster Kreisblatt durch den Drucker und Buchbinder Hinrich Rieck erstmals herausgegeben. Seit 1978 erscheint das Delmenhorster Kreisblatt mit lokalen Nachrichten auf der Titelseite. Das Konzept wurde im Laufe der Jahre weiter ausgebaut. Seit 1. Februar 2008 gibt die Zeitung eine eigene Ausgabe für Ganderkesee und den Landkreis Oldenburg heraus. Die lokalen Nachrichten aus Ganderkesee stehen entsprechend dem Konzept der Zeitung auf den ersten Seiten.
Von 2004 bis 2010 unterhielt der Verlag keine eigenen Lokalredaktionen mehr. Die Seiten wurden in dieser Zeit von einer Redaktionsgesellschaft (RIECK24 News Service GmbH) zugeliefert, die wiederum Redaktionen in Delmenhorst und Ganderkesee unterhielt. Gesellschafter waren der Chefredakteur des Delmenhorster Kreisblattes Ralf Freitag (seit 2014 Geschäftsführer bei der Lippischen Zeitung) und Verleger Frank Dallmann (bis Juni 2018 beim Delmenhorster Kreisblatt). Die Ausgliederung sorgte für Schlagzeilen, da etliche Altredakteure nach mehreren hintereinandergeschalteten Firmengründungen entlassen wurden. In den Schlagzeilen war das Unternehmen außerdem, weil das Redaktions-Tochterunternehmen nicht nur die Erstellung der Zeitungsinhalte übernahm, sondern zugleich bis 2014 Öffentlichkeitsarbeit für Unternehmen anbot. In Personalunion war DK-Chefredakteur Ralf Freitag gleichzeitig auch Geschäftsführer der PR-Firma, was gemeinhin als Problem für die Unabhängigkeit einer Zeitung betrachtet wird. 2010 produzierte die Zeitung den Regionalteil erstmals selbst. Zuvor hatte sie den Mantel-Teil vom Weser-Kurier (WK) bezogen. Seit diesem Zeitpunkt gehört die Redaktion wieder zum Verlag und ist nicht weiter Bestandteil der Rieck24 News Service GmbH. 2012 stellte sich heraus, dass die wirtschaftliche Lage des Rieck-Verlags nicht gut sei. Der Fokus wurde wieder vermehrt auf die lokale Berichterstattung gelegt und der Anteil an überregionalen Nachrichten verringert.
Am 24. Juni 2014 wurde bekannt, dass die Neue Osnabrücker Zeitung 75 % an der Verlagsgesellschaft DK-Medien aufgekauft hatte, dass der Newsdesk in Delmenhorst aufgelöst und die Mantelseiten von der Osnabrücker Zentralredaktion erstellt werden sollte. Zwei Tage später wurde der Abbau von 30 (von seinerzeit 90 vorhandenen) Arbeitsplätzen angekündigt.
Infolgedessen wurde die redaktionelle Struktur des Delmenhorster Kreisblatts im September 2014 erneut verändert. Die Basis aus der Lokalredaktion in Delmenhorst wird nun durch die überregionale Berichterstattung der Neuen Osnabrücker Zeitung ergänzt. Seit 2015 erscheint das Delmenhorster Kreisblatt in der neuen Verlagsgesellschaft DK Medien GmbH, an der NOZ MEDIEN mit 100 Prozent beteiligt ist. Seit Mitte 2018 ist Jens Wegmann Geschäftsführer von DK Medien. Im Januar 2021 ist Thorsten Schulze ebenfalls zum Geschäftsführer berufen worden. Damit ist er seither gemeinsam mit Jens Wegmann in der Geschäftsführung von DK Medien tätig.

## Auflage
Das Delmenhorster Kreisblatt hat in den vergangenen Jahren erheblich an Auflage eingebüßt. Die verkaufte Auflage ist in den vergangenen 10 Jahren um durchschnittlich 3,7 % pro Jahr gesunken. Im vergangenen Jahr hat sie um 9,2 % abgenommen. Sie beträgt gegenwärtig 10.853 Exemplare. Der Anteil der Abonnements an der verkauften Auflage liegt bei 91,1 Prozent.
| 1998  | 1999  | 2000  | 2001  | 2002  | 2003  | 2004  | 2005  | 2006  | 2007  | 2008  | 2009  | 2010  | 2011  | 2012  | 2013  | 2014  | 2015  | 2016  | 2017  | 2018  | 2019  | 2020  | 2021  | 2022  | 2023  | 2024  |
| ----- | ----- | ----- | ----- | ----- | ----- | ----- | ----- | ----- | ----- | ----- | ----- | ----- | ----- | ----- | ----- | ----- | ----- | ----- | ----- | ----- | ----- | ----- | ----- | ----- | ----- | ----- |
| 23001 | 22384 | 22383 | 21842 | 21439 | 21062 | 20362 | 20540 | 20120 | 20079 | 19775 | 19180 | 18666 | 17939 | 17658 | 16510 | 15832 | 14951 | 14753 | 14302 | 14163 | 13736 | 13730 | 13473 | 12641 | 11953 | 10853 |

## Internetportal
Seit 1997 ist die Tageszeitung mit einer eigenen Nachrichten-Website im Internet vertreten. Seit der Einführung der digitalen Abo-Modelle im Jahr 2016 ist die Website kostenpflichtig. Pro Monat sind 10 Artikel frei lesbar. Darüber hinaus wurde das Online-Nachrichten-Angebot im März 2018 um sogenannte dk Plus-Artikel ergänzt, die durch die Redaktion ausgewählt werden und immer kostenpflichtig sind.